# Vrchy
Vrchy, bis 1947 Valtéřovice (deutsch: Waltersdorf) ist eine Gemeinde mit 221 Einwohnern in der Region Moravskoslezský kraj Tschechiens.

## Lage
Vichy befindet sich nordwestlich der Stadt Fulnek, im nördlichen Gebiet der Oderberge (Oderské vrchy), im Tal des Flüsschens Vršský potok.

## Geschichte
Waltersdorf wurde durch die Propstei Březová gegründet und 1412 erstmals schriftlich erwähnt. Im 16. Jahrhundert wurde in der Nähe Bleierz gefördert.

## Sehenswürdigkeiten
- Kirche des Hl. Georg (1794)